# 根岸駅 (神奈川県)
根岸駅（ねぎしえき）は、神奈川県横浜市磯子区東町にある、東日本旅客鉄道（JR東日本）・日本貨物鉄道（JR貨物）・神奈川臨海鉄道の駅である。
JRの根岸線と、神奈川臨海鉄道の貨物線である本牧線が乗り入れている。根岸線の駅番号はJK 07。
只見線の根岸駅と区別するため、当駅発着の切符には「（岸）根岸」と印字される（特定都区市内制度適用となるものを除く）。

## 歴史
駅名の由来となった根岸は、東町の旧地名である中根岸町からのものである。

### 年表
- 1964年（昭和39年）
  - 5月19日：国鉄根岸線 桜木町駅 - 磯子駅間の開通時[2]に開業[1]。
  - 6月1日：高島線全通に伴い貨物取り扱いを開始[1]。
- 1969年（昭和44年）10月1日：神奈川臨海鉄道本牧線が本牧埠頭駅まで開通[2]。
- 1981年（昭和56年）3月25日：根岸駅前広場が完成[3]。
- 1987年（昭和62年）4月1日：国鉄分割民営化により、国鉄の駅はJR東日本・JR貨物の駅となる[1]。
- 1993年（平成5年）10月6日：自動改札機を設置し、供用開始[4]。
- 2001年（平成13年）11月18日：ICカード「Suica」供用開始。
- 2011年（平成23年）3月18日：東日本大震災被災に伴い不通となった東北本線・常磐線の代替として、タキ38000により当駅を発地として往路基準で4月19日までの32日間、新潟・青森経由、盛岡貨物ターミナルへの迂回燃料輸送を実施[5][6]。
- 2021年（令和3年）12月9日：みどりの窓口の営業を終了[7][8]。
- 2025年（令和7年）4月11日：スマートホームドアの使用を開始[9]。

## 駅構造
島式ホーム1面2線を有する地上駅。それ以外にもJR貨物の貨物列車が使用するホームのない着発線2本（下1・2番線）やそれにつながる専用線との授受線5本（授受3 - 7番線）がホーム南側に敷設されている。本牧線の到着線および出発線は駅構内の東側（横浜本牧駅寄り）に位置している。製油所内の留置線は8 - 27番線まである。
駅舎は構内北側にあり、ホームとは跨線橋でつながっている。桜木町統括センター（桜木町駅）が管理する直営駅で、自動券売機、自動改札機、自動精算機がある。
駅構内店舗は、改札を出て左手（南側）すぐのNewDays根岸店と、改札内、改札を入って左手（北側）すぐのレッツキヨスク根岸1号店がある。かつてはホーム上横浜方でレッツキヨスク根岸2号店が営業を行っていたが2006年5月31日で閉店し、翌2007年1月に撤去された。
この他、神奈川臨海鉄道根岸駅輸送本部が駅南側の磯子寄りに設けられている。

### のりば
| 番線 | 路線   | 方向 | 行先                     | 備考           |
| ---- | ------ | ---- | ------------------------ | -------------- |
| 1    | 根岸線 | 下り | 磯子・洋光台・大船方面   |                |
| 2    | 根岸線 | 上り | 横浜・東京・大宮方面     | 京浜東北線直通 |
| 2    | 横浜線 | -    | 新横浜・町田・八王子方面 | 朝晩のみ運転   |

（出典：JR東日本:駅構内図）

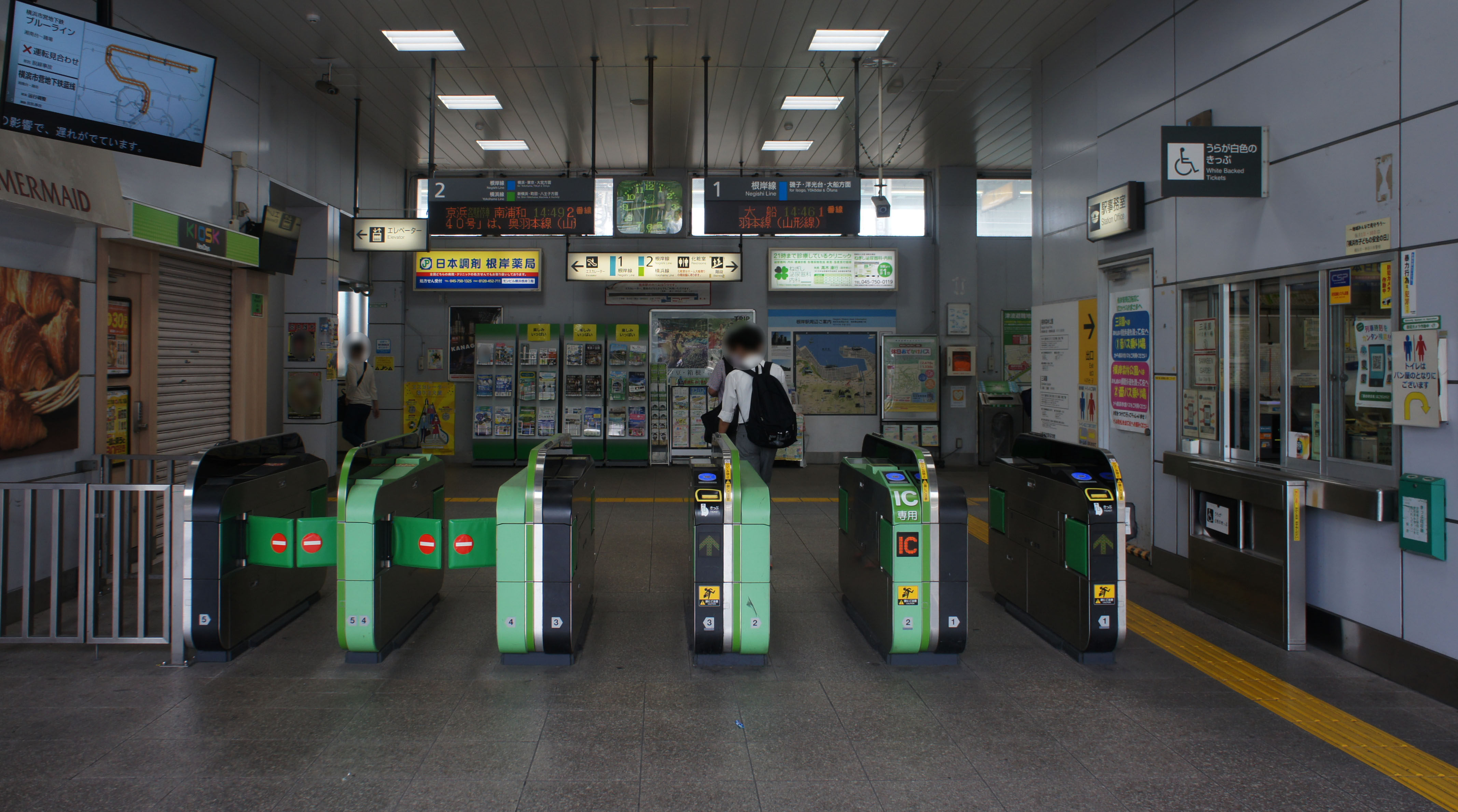
改札口（2019年6月）
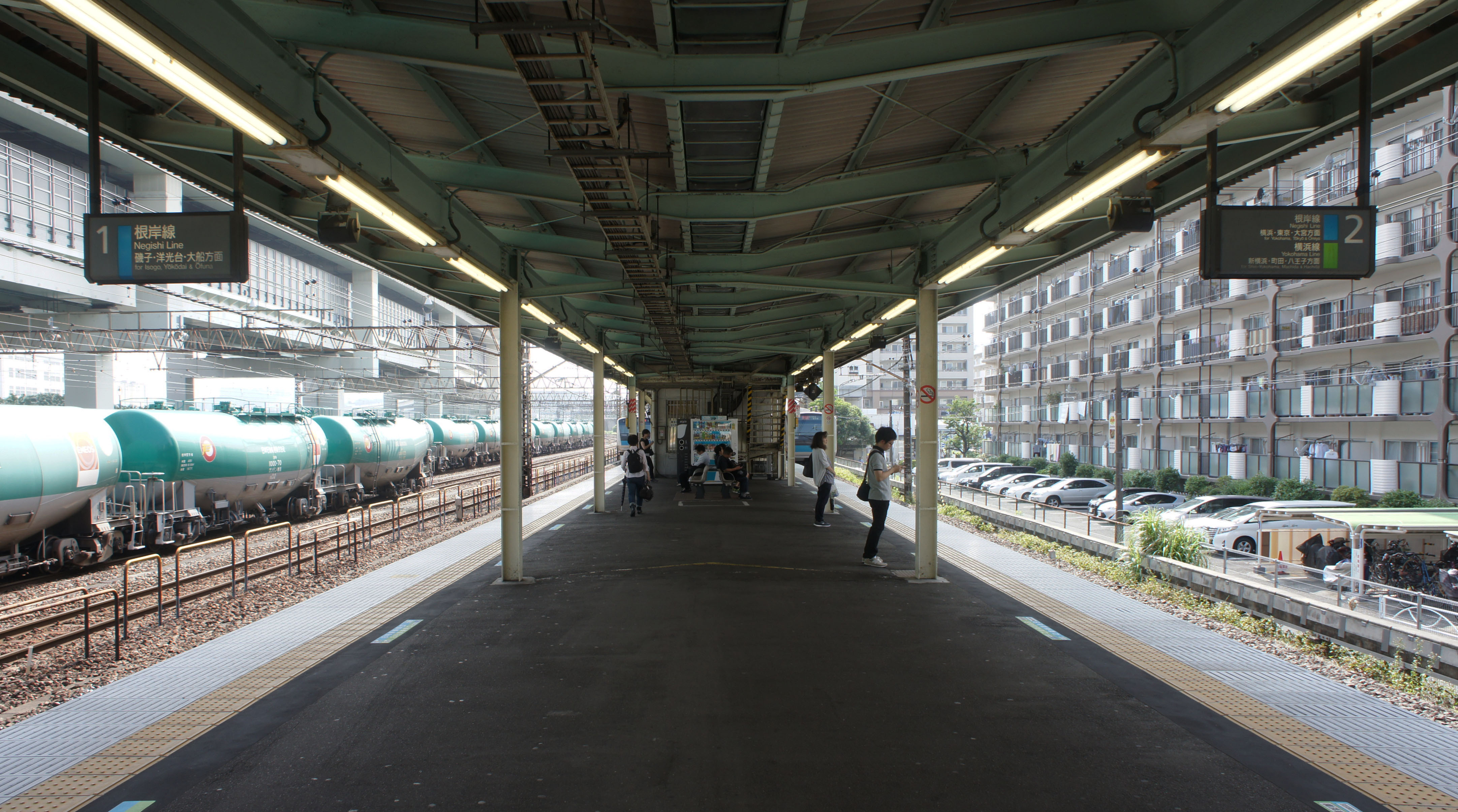
ホーム（2019年6月）

### 貨物取り扱い

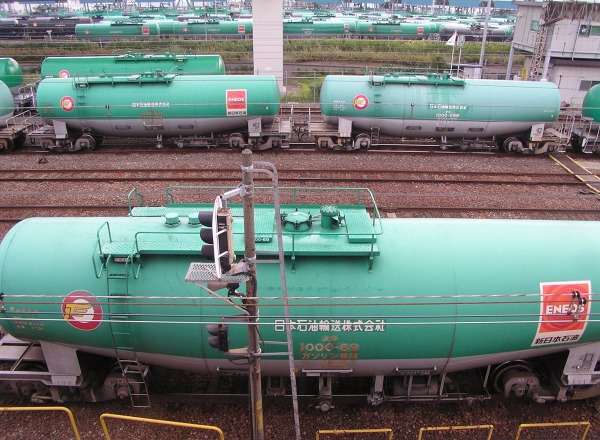
着発線と荷役線に留置されたタンク車（2006年12月）
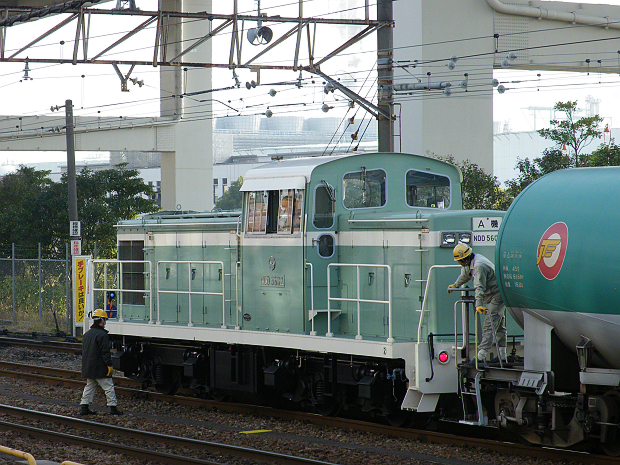
日新運輸の入換用機関車NDD56形　画像はA機(NDD5602)だがB機(NDD5601)も居る（2008年12月）
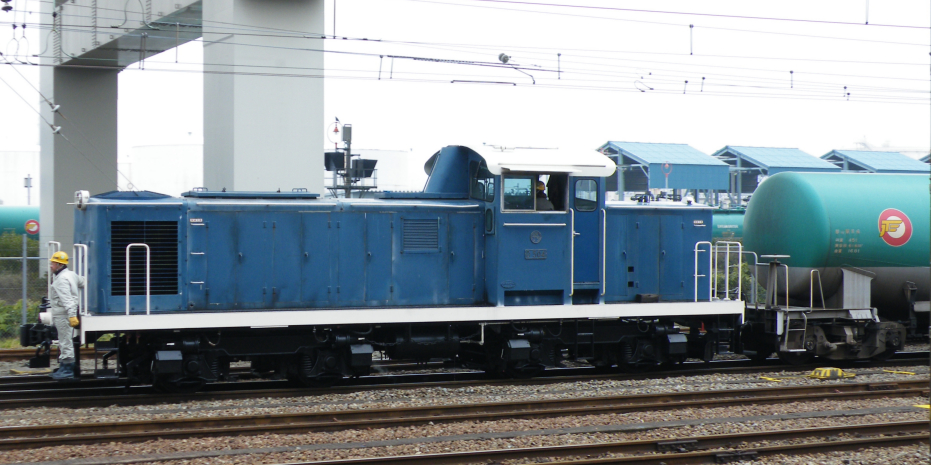
日新運輸の入換用機関車D50形　秩父太平洋セメント三輪鉱業所の入換用機関車D502と類似した1両だけの新潟鉄工製の50tディーゼル機関車 D504（2009年2月）

#### ENEOS専用線
当駅南側には、日本最大級の製油所であるENEOSの根岸製油所が存在する。この製油所へ専用線が敷設されており、当駅構内は石油製品を輸送するタンク車が留置されている。当駅の車扱貨物取扱量は日本国内1位（2008年度）で、タンク車の出荷数量は国内最大である。旅客ホームに隣接する着発線・授受線と専用線の仕分線・荷役線との間で頻繁にタンク車の入れ換えが行われている。専用線の総数は34本、最大収容貨車数は375両で、22か所の積込口を備えた荷役線が2本ある（23・24番線）。
専用線内の編成の入れ換えは日新の協力会社である日進産業が担当し、入換用機関車（スイッチャー：所有者は日新）NDD56形車が使用される。また、専用線内の奥ではスイッチャーにより編成が組成される。専用線を除く駅構内の入れ換え作業は、首都圏近郊の他の貨物駅と同様に神奈川臨海鉄道が行っている。

#### 貨物の輸送先
タンク車は、主に以下の駅へと発送されている。当駅から直接着駅へ運ぶ列車の他、中継駅を経て別列車に継走されて着駅へ運ばれる貨車も存在する。
- 中央本線 - 八王子駅、竜王駅
- 篠ノ井線 - 南松本駅
- しなの鉄道線 - 坂城駅
- 高崎線 - 倉賀野駅（一部川崎貨物駅回りで継送）
- 東北本線 - 宇都宮貨物ターミナル駅
- 東海道貨物線 - 川崎貨物駅（川崎車両所での交番検査を行う空車の貨車および川崎貨物駅中継となる貨車[注釈 2]）
- 神奈川臨海鉄道浮島線 - 浮島町駅（川崎貨物駅で別列車へ継送。日本石油輸送浮島メンテナンスセンターでのタンク内点検や油種変更に伴う内部洗浄を行う空車の貨車のみ）

発送先はENEOSや日本オイルターミナルの内陸油槽所で、輸送品目はガソリン・軽油・A重油・灯油の4種類である（現在C重油は出荷していない）。一部の列車はタキ1000形式貨車のみで組成された最高速度95 km/hの高速貨物列車で、主にEH200形電気機関車やEF210電気機関車などの牽引により石油の速達輸送が行われている。現在、当駅を発着する貨物列車の編成は石油列車で最大28両、コンテナ列車で最大20両となっている。

## 利用状況
2023年度（令和5年度）の1日平均乗車人員は20,001人である。
1991年度（平成3年度）以降の推移は下表の通り。
| 年度               | 1日平均 乗車人員 |
| ------------------ | ---------------- |
| 1991年（平成03年） | 22,109           |
| 1992年（平成04年） | 22,583           |
| 1993年（平成05年） | 22,815           |
| 1994年（平成06年） | 22,869           |
| 1995年（平成07年） | 22,303           |
| 1996年（平成08年） | 22,043           |
| 1997年（平成09年） | 21,370           |
| 1998年（平成10年） | 20,731           |
| 1999年（平成11年） | 20,352           |
| 2000年（平成12年） | 20,202           |
| 2001年（平成13年） | 20,182           |
| 2002年（平成14年） | 20,029           |
| 2003年（平成15年） | 20,104           |
| 2004年（平成16年） | 20,096           |
| 2005年（平成17年） | 19,828           |
| 2006年（平成18年） | 20,201           |
| 2007年（平成19年） | 20,681           |
| 2008年（平成20年） | 20,830           |
| 2009年（平成21年） | 20,665           |
| 2010年（平成22年） | 20,594           |
| 2011年（平成23年） | 20,188           |
| 2012年（平成24年） | 20,697           |
| 2013年（平成25年） | 20,998           |
| 2014年（平成26年） | 21,119           |
| 2015年（平成27年） | 21,572           |
| 2016年（平成28年） | 21,811           |
| 2017年（平成29年） | 21,774           |
| 2018年（平成30年） | 21,925           |
| 2019年（令和元年） | 21,998           |
| 2020年（令和02年） | 17,747           |
| 2021年（令和03年） | 18,254           |
| 2022年（令和04年） | 19,152           |
| 2023年（令和05年） | 20,001           |

## 貨物取扱

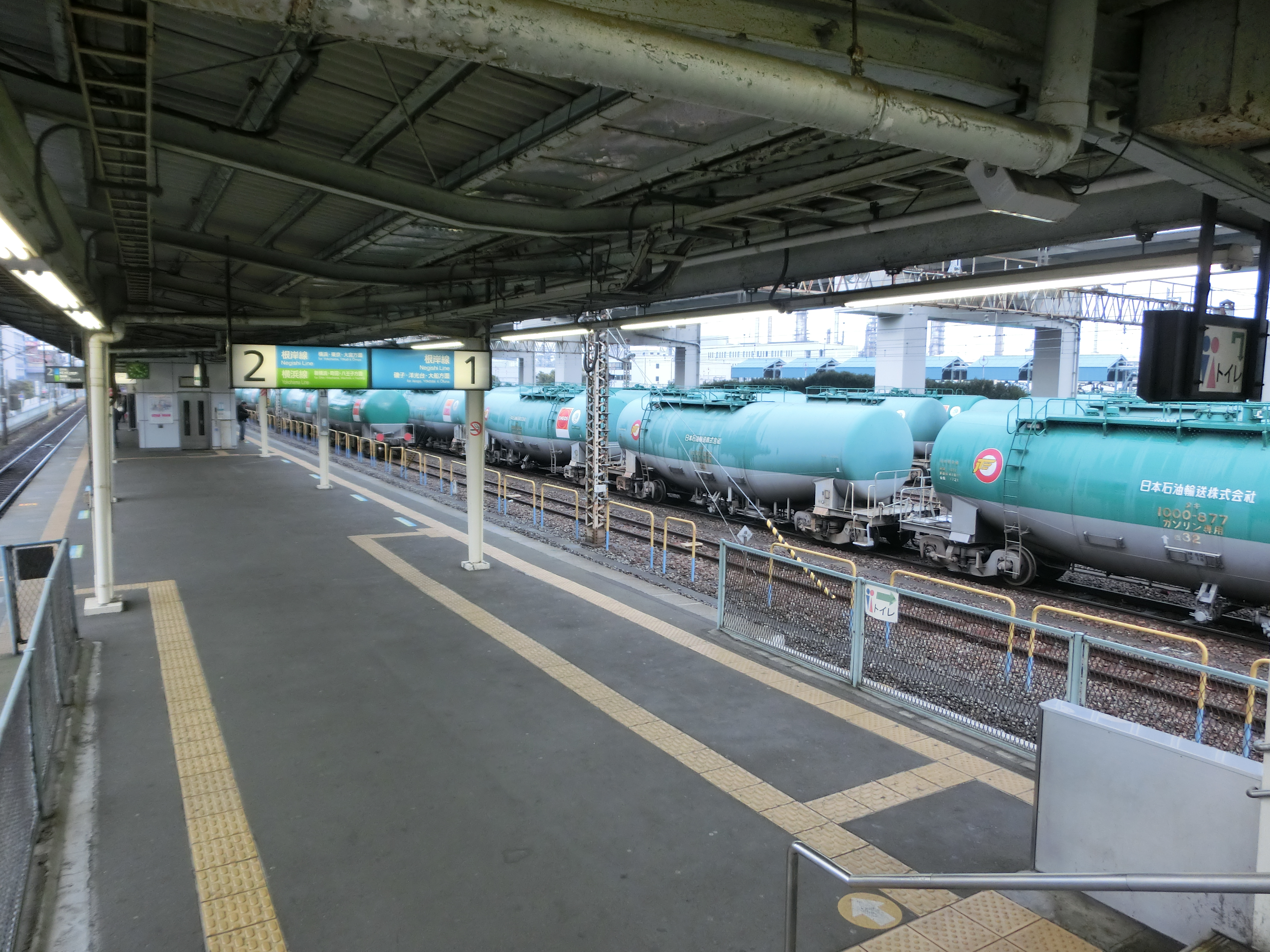
構内に多数留置中のタンク車(2016年4月)

2009年度の年間貨物取扱量は、発送2,281,633トン、到着210,940トンであった。近年の年間発着トン数は下表の通り。
| 年度   | 年間貨物取扱量 | 年間貨物取扱量 |
| 年度   | 発送（トン）   | 到着（トン）   |
| ------ | -------------- | -------------- |
| 1998年 | 2,275,037      | 222,868        |
| 1999年 | 2,473,782      | 240,761        |
| 2000年 | 2,661,654      | 256,311        |
| 2001年 | 2,578,607      | 244,626        |
| 2002年 | 2,809,927      | 265,135        |
| 2003年 | 2,814,896      | 264,565        |
| 2004年 | 3,074,405      | 289,142        |
| 2005年 | 3,042,638      | 285,893        |
| 2006年 | 2,790,397      | 264,670        |
| 2007年 | 2,638,710      | 249,505        |
| 2008年 | 2,247,864      | 208,485        |
| 2009年 | 2,281,633      | 210,940        |
| 2010年 | 2,353,182      | 218,580        |
| 2011年 | 2,990,851      | 221,942        |
| 2012年 | 2,469,370      | 228,357        |
| 2013年 | 2,555,996      | 236,725        |
| 2014年 | 2,588,177      | 239,883        |
| 2015年 | 2,524,820      | 233,672        |
| 2016年 | 2,378,987      | 220,058        |
| 2017年 | 2,570,877      | 238,371        |
| 2018年 | 2,452,899      | 227,269        |
| 2019年 | 2,155,655      | 199,389        |

## 駅周辺
海側には工業地帯、山側には住宅地が広がる。駅前広場にはバスなどが発着し、それを囲むようにしてマンションなどが林立しているが、バブル経済が始まる昭和末期頃までは空き地が目立っていた。
- ENEOS根岸製油所
- 東急ストア 根岸店（ミスタードーナツを併設）
- 根岸森林公園（旧・横浜競馬場）
- トヨタレンタリース 横浜根岸駅前店
- 横浜プールセンター（通称「マンモスプール」）
- 神奈川県立衛生看護専門学校
- 横浜市立根岸中学校
- 横浜市立根岸小学校
- 根岸駅前郵便局
- 首都高速湾岸線
- 米軍根岸住宅
- 横浜学園高等学校
- 農林水産省動物検疫所本所
- 根岸八幡神社

## バス路線
横浜市営バスによって運行されている。
| のりば | 運行事業者   | 系統・行先                                                                  |
| ------ | ------------ | --------------------------------------------------------------------------- |
| 1      | 横浜市営バス | - 58：小港橋 / みなと赤十字病院 / 桜木町駅前 - 101：保土ケ谷車庫            |
| 2      | 横浜市営バス | - 21：桜木町駅前 - 103：横浜駅東口バスターミナル                            |
| 4      | 横浜市営バス | - 21：市電保存館前 - 78：磯子駅前 - 133：上大岡駅前 - 135：（循環）根岸駅前 |
| 5      | 横浜市営バス | 58：磯子車庫                                                                |
| 7      | 横浜市営バス | - 54：本牧車庫 - 97：（循環）根岸駅前 /（急行）北通り                       |
| 9      | 横浜市営バス | 91：（急行）三菱本牧工場前                                                  |
| 10     | 横浜市営バス | 54：（循環）根岸駅前 / 本牧車庫前 /日産本牧専用埠頭                         |

### 整備計画
2000年1月、運輸省（当時）内の運輸政策審議会答申第18号で、2015年までに横浜環状鉄道の整備に着手することが答申された。
- 路線経由地 元町（元町・中華街駅） - 根岸駅 - 上大岡駅 - 東戸塚駅 - 二俣川駅 - 中山駅 - 日吉駅 - 鶴見駅
  - 実際に建設されたのは日吉駅 - 中山駅間のグリーンラインのみである。

## 隣の駅
東日本旅客鉄道（JR東日本）
 根岸線
■快速・■■各駅停車
山手駅 (JK 08) - 根岸駅 (JK 07) - 磯子駅 (JK 06)
神奈川臨海鉄道
本牧線
根岸駅 - 横浜本牧駅

### 記事本文